# Prisoner of War (episodio de Falling Skies)
Prisoner of War (Prisionero de Guerra en Latinoamérica y España,) es el tercer episodio de la serie de drama y ciencia ficción de TNT, Falling Skies. El episodio fue escrito por Fred Golan y dirigido por Greg Beeman y salió al aire el 26 de junio de 2011 en E.U.

## Argumento
Tom, Hal, Karen, Anthony, Dai y Margarita ven mientras los niños con arneses recolectan chatarra de metal para los invasores. Tom ve a su hijo, Ben, y el grupo se prepara para tomarlo. Karen golpea accidentalmente una roca de la construcción, alertando a los Skitters y el grupo huye. De regreso a la escuela, el Coronel Porter le dice a Tom que un médico tiene una teoría acerca de cómo quitar los arneses y que él quiere probarla en Ben. Tom se encuentra con Matt que escuchó accidentalmente que cuando se quita el arnés, los niños mueren. Tom tranquiliza a su hijo diciéndole que Ben va a estar bien.
El coronel Porter llama a una reunión informativa para los combatientes en un salón de clases. las comunicaciones de larga distancia se vinieron abajo cuando los Skitters detonaron su ataque en el inicio de la invasión seis meses atrás, dejando a la resistencia sin otro recurso más que el envío de exploradores para tratar de obtener más información, y los corredores han vuelto por fin con nueva información. Porter informa que se pusieron en contacto otra resistencia humana en las afueras de Chicago, quienes a su vez  dijeron que habían contactado con otras células de resistencia en Oklahoma y Texas, con informes difusos de células humanas de resistencia en California. La resistencia de Massachusetts ya no está sola, y que van a comenzar a coordinar una guerra en todo el país contra los aliens. El coronel Porter dice que esto significa que tienen que empezar a pensar tácticamente, recogiendo el reconocimiento de las tácticas skitter, la tecnología y el despliegue de tropas.
Tom, Hal, Karen, Dai y Mike van a buscar nuevamente a Ben. Tom y Mike se esconden detrás de los escombros. Mike ve a su hijo y corre hacia él, a pesar del peligro de los Mechs y Skitters. Mike coge a su hijo y Tom destruye un Mech. Otro Mech, sin embargo, estalla un coche, que golpea a Tom. Dai lo toma y lo lleva en su vehículo, dejando a Hal y Karen atrás. Más tarde, en un callejón, Tom se despierta con Dai, Mike y su hijo. Dai le dice a Tom que Hal y Karen se quedaron atrás. Tom va a buscarlos y es atacado por un Skitter, pero Tom le dispara a dos de sus piernas con una escopeta y lo deja moribundo. Tom regresa a la escuela con el Skitter considerándolo un "prisionero de guerra".
Más tarde esa noche, un lesionado Hal se despierta en el suelo donde el Mech los atacó. Los niños con arneses (incluyendo a Ben) vienen y arrastran a una inconsciente Karen con ellos. Hal quien está débiles no puede detenerlos. Un Mech y un Skitter reúnen a un grupo de niños y el Mech los ejecuta justo en frente de Hal por órdenes del Skitter.
De regreso a la escuela, el Dr. Harris elimina con éxito el arnés del hijo de Mike, con la ayuda de Anne, Dai y Lourdes. Harris explica que él descubrió por qué los niños siempre murieron en los intentos anteriores para eliminar los arneses: estos arneses sintetizan algún tipo de droga en el cuerpo, estimulando los receptores nerviosos del cerebro de alguna manera que facilita el control mental. Cualquiera que esta droga sea, si es separado de repente los niños mueren a causa de un shock. Harris piensa que, aunque no sabía exactamente lo que la droga era, debe tener efectos vagamente similares a las de otras drogas que estimulan los centros cognitivos del cerebro, como la morfina. La inyección con una gran dosis de morfina antes de retirar el arnés al niño serviría como un "puente" de forma segura para la transición de la droga alien sin escandalizar fatalmente el cerebro, después de que el niño podría ser paulatinamente alejado de la morfina. Con el uso de este procedimiento, Harris y Anne son capaces de reducir los riegos con éxito del arnés del hijo de Mike sin matarlo. Sin embargo, Harris dice que es imposible eliminar las puntas de las agujas que se han fusionado en la columna vertebral del niño: las puntas de las agujas parecen ser algún tipo de nanotecnología que se convierte en la espina dorsal.
Tom se encuentra con vida a Hal y Hal le dice a su padre lo que presenció. Tom explica que los nazis utilizaron tácticas similares contra prisioneros de guerra aliados en la Segunda Guerra Mundial: si un preso logró escapar,  se ejecutaría a grupos enteros, pero dejan un testimonio , para que los aliados conocieran la dura represalia. Los Skitters dejan que Hal escape porque quieren desalentar a la resistencia humana de tratar de liberar a los niños con arneses.
Tom regresa a la escuela y se encuentra Anne. Él revela que Hal se culpa por el secuestro de Karen y no lo está tomando bien. Tom le pregunta a Anne donde se puede encontrar el Dr. Harris. Harris bebidase, viendo el Skitter capturado. Tom se enfrenta a él acerca de su difunta esposa. Se pone de manifiesto que Harris abandonó la esposa de Tom y la dejó morir, cuando comenzaron los ataques. Tom golpea a Harris en la cara por culpa de la ira. En la escena final, el hijo de Mike descansa en una camilla y la escena corta al Skitter capturado, que abre sus ojos, se corta de nuevo a hijo de Mike, que abre los ojos también, dejando en claro que hay una conexión entre ambos.

## Elenco
| - Noah Wyle como Tom Mason. - Moon Bloodgood como Anne Glass. - Drew Roy como Hal Mason. - Jessy Schram como Karen Nadler. - Maxim Knight como Matt Mason. - Connor Jessup como Ben Mason. - Seychelle Gabriel como Lourdes Delgado. - Peter Shinkoda como Dai. - Colin Cunningham como John Pope. - Sarah Carter como Margaret. - Mpho Koahu como Anthony. - Will Patton como Capitán Weaver. | - Brent Jones como Click. - Dylan Authors como Jimmy Boland. - Daniyah Ysrayl como Rick Thompson. - Bruce Gray como Scott Gordon. - Lynne Deragon como Kate Gordon. - Steven Weber como Dr. Harris. - Martin Roach es Mike Thompson - Dale Dye es Coronel Porter |

## Recepción

### Recepción de la crítica
“Falling Skies se ha convertido en mi hora favorita a través del episodio tres "Prisoner of War". No sólo arrojan nueva luz sobre Tom - su culpa abrumadora al abandonar accidentalmente a Hal hizo aún más emotivo cuando nos enteramos de cómo murió su esposa -. Pero nos dio un montón de conocimiento sobre estos invasores Skitters.”
Matt Richenthal de TV Fanatic

### Recepción del público
En su estreno original, "Prisoner of War" fue visto por una audiencia estimada 4.20 millones de hogares, según Nielsen Media Research. Esto marcó una caída significativa de audiencia en comparación con el episodio doble de la semana anterior y estreno de la serie "Live and Learn" y "The Armory", que fueron vistos por 5,91 millones de espectadores. "Prisoner of War", recibió una calificación de 1,5 entre los espectadores con edades comprendidas entre 18 y 49.